# 中野光
中野 光（なかの あきら、1929年7月1日 - 2023年5月12日）は、日本の教育学者。立教大学・中央大学教授を歴任。

## 略歴
愛知県生まれ。岡崎高等師範学校出身。1958年、東京文理科大学卒業。1954年から桐朋学園教員として中等部、初等部で教え、1959年に金沢大学助教授、のち和光大学助教授、教授、立教大学教授を経て、1990年に中央大学教授。2000年、定年退任。日本生活教育連盟委員長。

## 著書
- 『大正自由教育の研究』黎明書房 1968
- 『学校文化と子どもの自主活動』明治図書出版 1976 生活指導選書
- 『教育改革者の群像』国土社 1976 国土新書
- 『大正デモクラシーと教育』新評論 1977 現代教育学叢書
- 『学校改革論』1982 青木教育叢書
- 『生活教育の探求』民衆社 1984
- 『戦後の子ども史』金子書房 1988 ラポール双書
- 『ひとなった日々』ゆい書房 1989
- 『教育改革者の群像』国土社 1991 現代教育101選
- 『希望としての子ども』1992 岩波ブックレット
- 『中野光教育研究著作選集』全3巻 EXP 2000

1、教育空間としての学校
2、日本の教師と子ども
3、戦間期教育への史的接近

## 共編著
- 『教師誕生の記 すべては今から』深沢義旻共編 新評論 1970
- 『教育思想史』志村鏡一郎共編 1978 有斐閣新書
- 『双書 自治的活動の自主編成』編 明治図書出版 1978
- 『子どもの心をとらえた教師たちの記録』編著 学陽書房 1980
- 『史料道徳教育』藤田昌士共編著 総合労働研究所 1982
- 『教育キーワード 教育改革を考える』松平信久共著 小学館 1989
- 『日本の教師 8 カリキュラムをつくる 1 学校での試み』編 ぎょうせい 1993
- 『日本の教師 19 異文化体験から学ぶ』松平信久共編 ぎょうせい 1993
- 『日本の教師 3 学級づくり』小熊伸一共編 ぎょうせい 1993
- 『日本の教師 1 子どもの発見・子どもを見る目』松平信久共編 ぎょうせい 1993
- 『日本の教師 11 生活と生き方の指導』吉村敏之共編 ぎょうせい 1994
- 『日本の教師 12 非行・問題行動にとりくむ』編 ぎょうせい 1995
- 『日本の教師 10 学校行事の創造』吉村敏之共編 ぎょうせい 1995
- 『現代を生きる教師の思想と実践』編 国土社 1996 教育への挑戦
- 『ハンドブック子どもの権利条約』小笠毅共編著 1996 岩波ジュニア新書
- 『教育学』平原春好共著 1997 有斐閣Sシリーズ
- 『児童の村小学校』高野源治、川口幸宏共著 黎明書房 1998 教育名著選集
- 『教師としていまを生きる 教育を探求する道』編 ぎょうせい 2001
- 『ともにつくる総合学習 学校・地域・生活を変える』丸木政臣、斎藤孝共編著 新評論 2001

## 翻訳
- H.クライン,K.トマスシェフスキー編著『授業における陶冶と訓育の理論』吉本均、三枝孝弘共訳 明治図書出版、1967
- エストライヒ『弾力的統一学校』共訳 明治図書出版 1980 世界教育学選集

## 参考
- 中野光教授略歴および研究業績 「教育学論集」 2000-03